# HPCAL4
HPCAL4 (англ. Hippocalcin like 4) – білок, який кодується однойменним геном, розташованим у людей на короткому плечі 1-ї хромосоми.  Довжина поліпептидного ланцюга білка становить 191 амінокислот, а молекулярна маса — 22 202.
| 10         |  | 20         |  | 30         |  | 40         |  | 50         |
| ---------- |  | ---------- |  | ---------- |  | ---------- |  | ---------- |
| MGKTNSKLAP |  | EVLEDLVQNT |  | EFSEQELKQW |  | YKGFLKDCPS |  | GILNLEEFQQ |
| LYIKFFPYGD |  | ASKFAQHAFR |  | TFDKNGDGTI |  | DFREFICALS |  | VTSRGSFEQK |
| LNWAFEMYDL |  | DGDGRITRLE |  | MLEIIEAIYK |  | MVGTVIMMRM |  | NQDGLTPQQR |
| VDKIFKKMDQ |  | DKDDQITLEE |  | FKEAAKSDPS |  | IVLLLQCDMQ |  | K          |

A: Аланін

C: Цистеїн

D: Аспарагінова кислота

E: Глутамінова кислота

F: Фенілаланін

G: Гліцин

H: Гістидин

I: Ізолейцин

K: Лізин

L: Лейцин

M: Метіонін

N: Аспарагін

P: Пролін

Q: Глутамін

R: Аргінін

S: Серин

T: Треонін

V: Валін

W: Триптофан

Білок має сайт для зв'язування з іонами металів, іоном кальцію. 